# RNR
De NV IJzergieterij en Machinefabriek Rogier Nerincx Richter (afgekort: RNR) was een ijzergieterij te Bergen op Zoom die bestaan heeft van 1882 tot 1999 en was gevestigd aan de huidige Wattweg.

## Geschiedenis

### Oprichting
In 1882 richtten twee plaatselijke ondernemers met een derde deskundige de ijzergieterij op. De drie oprichters waren Christiaan Rogier, Edmond Nerincx en Friedrich Richter. De eerste twee waren betrokken bij de plaatselijke suikerfabriek Laane, Rogier, Daverveldt en Co., de derde was een werktuigkundige uit Rellinghausen bij Essen. De fabriek werd gevestigd aan de spoorlijn ten zuiden van de stad en werd daarom wel de buitengieterij genoemd. Men startte met 30 werknemers. Friedrich Richter had een systeem van gietijzeren verdeelbuizen uitgevonden waardoor tijdens het carbonateren bij de suikerwinning geen neerslag meer ontstaat. Aldus werd RNR een toeleverancier voor de suikerfabrieken, ook internationaal. Het ging daarbij ook om filterpersen (volgens diverse systemen) en zelfs complete sapzuiveringsinstallaties. Daarnaast leverde men allerlei onderdelen aan gasfabrieken en handelde het bedrijf in ijzer, schroefbouten en aanverwante artikelen. Aanvankelijk leverde RNR ook stoominstallaties en toebehoren (inrichting stoomgemaal  Oude Prinslandse Polder) en later ook constructiewerk als een basculebrug en reservoir voor de plaatselijke watertoren (1899) en gashouder (Eindhoven, 1899). In 1885 stapte Christiaan Rogier uit het bedrijf, hij werd opgevolgd door een drietal verwanten: Henricus, Ernst en Charles Rogier. In 1887 werkten er 60 mensen.  

### Gas en suiker
Uiteindelijk ging men complete installaties voor gas- (waaronder zuiverkisten, condensors) en suikerfabrieken leveren. Bij de omzetting in 1905 van de firma in een NV was er voor de zoon van medeoprichter Nerincx, Alex, geen plaats in de directie. Deze richtte een eigen gieterij op, de latere Gieterij "De Holland". Er werkten toen 80 mensen, van wie 10 op kantoor en men produceerde ongeveer 1 kton gietijzer per jaar. De helft van de productie ging naar gasfabrieken, de andere helft naar suikerfabrieken, voornamelijk beetwortelsuikerfabrieken binnen Europa. In 1915 kwam de -nu eenhoofdige- leiding in handen van Charles Rogier, zoon van Christ. Binnen de suikerindustrie had zich echter een concentratieproces voorgedaan waarbij kleinere fabrieken gesloten werden. Doch daar de meeste Europese gieterijen tijdens de Eerste Wereldoorlog ingezet werden voor de oorlogsindustrie, kon RNR zijn marktaandeel in zijn specialisme doen toenemen. Charles stierf in 1925 en zijn zoon Christ volgde op. Deze had echter meer belangstelling voor de geneugten des levens. Het bedrijf hield het nog enige jaren vol, maar met de grote depressie van 1929 braken er moeilijke tijden aan.
De orderpositie werd steeds slechter en vanaf 1931 leed men verlies. Christ wilde de fabriek sluiten en zich in Zwitserland vestigen, maar personeel en vakbonden dwongen hem door te gaan. Nu werd het personeelsbestand sterk teruggeschroefd en Chrits leende nu aan het bedrijf vanuit zijn privé-vermogen. Zijn landgoederen Roosenoord en Borgvliet verkocht hij aan de gemeente. In 1940 werkten er 120 mensen in het bedrijf, maar tijdens de Tweede Wereldoorlog liep de orderpositie weer sterk terug.

### Ondergang
Tijdens de wederopbouwperiode was er grote vraag naar ondergrondse gas- en waterleidingen waarvoor RNR de hulpstukken leverde. Door de opkomende aardolieverwerkende industrie moesten er pijpleidingen worden aangelegd. Deze nieuwe markten kwamen in plaats van de terugval in de suikerindustrie -waarbij ook de  onafhankelijkheid van Indonesië van belang was- en ook het sluiten van de gasfabrieken speelde een rol. Een aantal gunstige jaren breken niettemin aan door de nieuwe markten, maar daarna gaat het mis in de gehele gieterijwereld. De Nehem adviseerde sluiting van het bedrijf, maar dat geschiedde niet. Het bedrijf maakte vanaf einde jaren 70 van de 20e eeuw geen winst meer. Er kwam een vacaturestop en de gemeente ging steeds hogere milieu-eisen stellen. In 1992 werd het kantoor en de draaierij van de nog werkende fabriek tot gemeentelijk monument verklaard en tegen het einde van dat jaar werd de sluiting van het bedrijf aangekondigd.
Nu wilde men het personeel de fabriek laten overnemen. De Stichting Werknemersbelangen RNR werd opgericht en 40 van de 55 vaste werknemers gingen verder. Het bedrijf kreeg nog vijf jaar de tijd -én een kapitaalinjectie- om zich te bevestigen, maar reeds het eerste jaar werd met verlies gewerkt. Aldus ging het bedrijf in 1999 definitief failliet en in 2003 werd de grond verkocht. Wat restte was slechts het monumentale kantoorpand uit 1900.